# Midland Circuit Lelystad
Der Midland Circuit Lelystad ist ein Motorsportpark bei Lelystad in der niederländischen Provinz Flevoland im IJsselmeer. Der aus mehreren Anlagen bestehende Park entstand ab 1982 und grenzt unmittelbar nordwestlich an das Gelände des Flughafens Lelystad, der etwa 7 km südlich des Stadtzentrums zu finden ist.

## Geschichte
Die Midland-Rennstrecke wurde 1982 von Ieke Van De Wal gegründet. Der im Oktober 2013 verstorbene Speedway- und Oval-Rennsportler baute die Strecke im Laufe der Jahre zu einem Mehrzweck-Auto- und Motorsportzentrum aus.

## Streckenbeschreibung
Das Gelände in Lelystad beherbergt eine Reihe von Motorsportanlagen:
1) Ein asphaltiertes Oval mit mehreren Streckenvarianten; einem 425 m langen inneren Shorttrack-Oval und einer 600 m lange äußeren Strecke in Form eines asymmetrischen Dogleg-Shorttrack-Ovals mit 14 m durchschnittlicher Streckenbreite und 4 Kurven. Mehrere zusätzliche Infieldschleifen erlauben die Nutzung für Trackdays und Fahrertrainings für 4- und 2-Räder.
2) Eine Kartbahn die als Kartzentrum Lelystad betrieben wird.
3) Den MX-Park Lelystad, eine Motocross-Strecke die vom MC Flevoland betrieben wird.
4) Eine Modelrennbahn für ferngesteuerte RC-Modelle
5) Ein Dirt-Track-Speedway-Oval
6) Eine knapp 350 m lange Enduro- und Motocross-Übungsstrecke
7) Ein vom Rijvaardigheidscentrum Lelystad betriebener Verkehrsübungsplatz zum Durchführen von Fahrsicherheitstrainings.
8) Eine daran angeschlossene Trackday- und Schulungs-Strecke mit mehreren Streckenvarianten von bis zu 2,4 km Länge.
Außerdem liegt in direkter Nachbarschaft das RDW-Testzentrum, eine Testanlage des niederländischen „Rijksdienst voor het Wegverkeer“, die unter anderem ein 2,85 km langes Testoval umfasst.

## Veranstaltungen
1993 wurde auf dem Gelände des Circuits das bis heute bestehende Mysteryland-Musikfestival aus der Taufe gehoben. Es wechselte allerdings schon im Folgejahr den Veranstaltungsort.